# (94291) Django
Pour les articles homonymes, voir Django.
(94291) Django est un astéroïde de la ceinture principale.

## Description
(94291) Django est un astéroïde de la ceinture principale. Il fut découvert par Ron Dyvig le 28 février 2001 à l'observatoire de Badlands. Il présente une orbite caractérisée par un demi-grand axe de 3,1215 UA, une excentricité de 0,1926 et une inclinaison de 13,2016° par rapport à l'écliptique.
Il fut nommé en hommage au guitariste de jazz gitan, de nationalité belge, Django Reinhardt (1910-1953).

## Compléments